# Schizocuma molossa
Schizocuma molossa är en kräftdjursart som först beskrevs av John Todd Zimmer 1907.  Schizocuma molossa ingår i släktet Schizocuma och familjen Nannastacidae. Inga underarter finns listade i Catalogue of Life.